# Islamische Entwicklungsbank
Die Islamische Entwicklungsbank (englisch Islamic Development Bank, IDB; arabisch البنك الإسلامي للتنمية, DMG al-bank al-islāmī li-t-tanmiya) ist eine supranationale Entwicklungsbank, die die Entwicklung der ärmeren Länder der arabischen Welt unterstützen soll. Sie wurde im Juli 1975 von den Mitgliedern der Organisation der Islamischen Konferenz gegründet und hat ihren Sitz in Dschidda in Saudi-Arabien.

## Struktur
Die IDB besteht aus zwei Organen, dem Gouverneursrat und dem Exekutivdirektorium. Einmal pro Jahr treffen sich Abgesandte (Gouverneure) der Mitgliedsländer. Jedes Land entsendet einen Gouverneur und einen stellvertretenden Gouverneur. Meist sind dies die jeweiligen Finanzminister der Länder und deren Stellvertreter. Der Gouverneursrat entscheidet über das Budget und die Befugnisse der Entwicklungsbank. Als ausführendes Organ beschäftigt sich das Exekutivdirektorium mit der Verwaltung des Bankbudgets. Es besteht aus 14 Personen. Sieben davon stellen die größten Kapitalzeichner, die restlichen Mitgliederstaaten wählen die übrigen sieben Exekutivdirektoren.

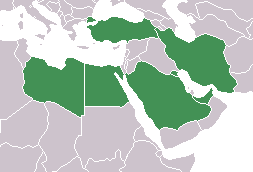
Die Sieben Hauptgeldgeber der Islamischen Entwicklungsbank: Saudi-Arabien (23,1 %), Kuwait (11,5 %), Libyen (9,3 %), Iran (8,1 %), Ägypten (8 %), Türkei (7,3 %), V.A.E. (5,6 %).

## Projektförderung
Projekte werden gemäß den Grundsätzen des Islamischen Bankwesens finanziert. Dabei handelt es sich sowohl um infrastrukturelle als auch um sozialpolitische Maßnahmen. Auch in Nicht-Mitgliedstaaten fließt Geld, vorwiegend zur Förderung von islamischen Bildungszentren.

## Mitglieder
Die Mitgliedschaft können grundsätzlich alle Staaten erlangen, die auch Mitglieder in der Organisation für Islamische Zusammenarbeit sind. Derzeit sind 56 Staaten Mitglied.
| Afghanistan   | Afghanistan       |
| Agypten       | Ägypten           |
| Albanien      | Albanien          |
| Algerien      | Algerien          |
| Aserbaidschan | Aserbaidschan     |
| Bahrain       | Bahrain           |
| Bangladesch   | Bangladesch       |
| Benin         | Benin             |
| Brunei        | Brunei Darussalam |
| Burkina Faso  | Burkina Faso      |

| Dschibuti      | Dschibuti      |
| Elfenbeinküste | Elfenbeinküste |
| Gabun          | Gabun          |
| Gambia         | Gambia         |
| Guinea-a       | Guinea         |
| Guinea-Bissau  | Guinea-Bissau  |
| Indonesien     | Indonesien     |
| Iran           | Iran           |
| Irak           | Irak           |
| Jemen          | Jemen          |

| Jordanien   | Jordanien   |
| Kamerun     | Kamerun     |
| Kasachstan  | Kasachstan  |
| Kirgisistan | Kirgisistan |
| Komoren     | Komoren     |
| Kuwait      | Kuwait      |
| Libanon     | Libanon     |
| Libyen      | Libyen      |
| Malaysia    | Malaysia    |
| Malediven   | Malediven   |

| Mali                       | Mali        |
| Mauretanien                | Mauretanien |
| Marokko                    | Marokko     |
| Mosambik                   | Mosambik    |
| Niger                      | Niger       |
| Nigeria                    | Nigeria     |
| Oman                       | Oman        |
| Pakistan                   | Pakistan    |
| Palastina Autonomiegebiete | Palästina   |
| Katar                      | Katar       |

| Saudi-Arabien | Saudi-Arabien |
| Senegal       | Senegal       |
| Sierra Leone  | Sierra Leone  |
| Somalia       | Somalia       |
| Sudan         | Sudan         |
| Suriname      | Surinam       |
| Syrien        | Syrien        |
| Tadschikistan | Tadschikistan |
| Togo          | Togo          |
| Tschad        | Tschad        |

| Tunesien                     | Tunesien     |
| Turkei                       | Türkei       |
| Turkmenistan                 | Turkmenistan |
| Uganda                       | Uganda       |
| Usbekistan                   | Usbekistan   |
| Vereinigte Arabische Emirate | V.A.E.       |